# Les Sacrifiés (film, 1983)
Pour plus de détails, voir Fiche technique et Distribution.
Les Sacrifiés est un film français réalisé par Okacha Touita et sorti en 1983. 

## Fiche technique
- Titre : Les Sacrifiés
- Réalisation : Okacha Touita
- Scénario : Philippe Dodet, Dominique Lancelot et Okacha Touita
- Photographie : Maurice Giraud
- Décors : Jean-Paul Ginet
- Musique : Hamid Mesbahi
- Son : Jean-Louis Ughetto
- Production : Marion's Films - Les Films de l'Atelier
- Pays :  France
- Durée : 100 minutes
- Date de sortie : France - 23 mars 1983

## Distribution
- Miloud Khetib : Mahmoud
- Sid Ali Kouiret : Hadj
- Djamel Allam : Chaparol
- Patrick Chesnais : Gino
- Christine Dejoux : Nadia
- Didier Sauvegrain : Gérard

## Distinctions
- Présenté au Festival de Venise 1982, hors compétition.
- Prix Georges Sadoul 1982
- Mention spéciale du jury & Prix du public aux Journées cinématographiques d'Orléans 1982